# Granátula de Calatrava
Granátula de Calatrava – gmina w Hiszpanii, w prowincji Ciudad Real, w Kastylii-La Mancha, o powierzchni 152,65 km². W 2011 roku gmina liczyła 865 mieszkańców.